# Helotiales
Helotiales es un orden de la clase Leotiomycetes perteneciente a la división Ascomycota. 
Helotiales es el orden más grande de discomycetes inoperculados. 
Contiene el famoso hongo en copa azul verde que vive en cebadas, género Chlorociboria. 

## Características
Helotiales se distinguen por su disco o forma de copa del apotecio.  Sus ascas son ligeramente finos en contraste al orden Leotiomycetes.
Contiene algunos de los peores patógenos vegetales como Monilinia fructicola (en frutas almacenadas), Sclerotinia sclerotiorum (y otras enfermedades), D. rosae (mancha negra del rosal), Sclerotium cepivorum (de la cebolla).

## Hábitat
Muchos Helotiales viven como saprofitos en humus de suelo, abonos, y otra materia orgánica.